# Sennertia antarctica
Sennertia antarctica  (лат.) — вид клещей (Hemisarcoptoidea) семейства Chaetodactylidae из отряда Astigmata. Антарктика: остров Бут-Айленд у берегов Антарктического полуострова.
Вид был впервые описан в 1907 году в составе рода Trichotarsus под названием Trichotarsus antarcticus Trägårdh, 1907 по форетическим дейтонимфам. Более всего они напоминают несколько африканских видов из видовой группы cerambycina-group рода  Sennertia.